# Canadian North
Canadian North, rechtlich Bradley Air Services, ist eine kanadische Fracht- und Passagierfluggesellschaft mit Sitz in Kanata und Basis auf den Flughäfen Iqaluit und Yellowknife. Sie befindet sich vollständig in Besitz der Ureinwohner Inuvialuit und Inuit aus Nunavik (Nord-Quebec), Westkanada und den Nordwest-Territorien.

## Geschichte
Rückwirkend lässt die Geschichte der Canadian North sich bis auf das Jahr 1926 zurückverfolgen, als die Canadian Airways gegründet wurde, die später in Canadian Pacific Air Lines überging und dann zusammen mit Western Pacific in die Canadian Airlines International (CAI) überging. 1998 wurde die Northern Division der CAI an die NorTerra, die zu gleichen Teilen den Ureinwohnern Inuvialuit und den Inuit gehört, verkauft. Das Streckennetz wurde bei der Übernahme weitestgehend beibehalten. Die Fluggesellschaft benannte sich in den heutigen Namen Canadian North und definiert dies auch als ihren offizielles Gründungsdatum. Der Rest wird unter den Begriffen Vorgängergesellschaft und Erfahrung zusammengefasst. 2008 konnte Canadian North so seinen 10. Geburtstag feiern.
Im Jahr 1946 wurde Bradley Air Services von Russel Bradley in Ottawa gegründet wurden. Diese flog als First Air zwischen Ottawa und Nunavut.
Seit dem 11. April 2014, waren Inuvialuit Development Corporation (IDC) (nach Kauf der 50 % NorTerra/Canadian North Aktien im Besitz von Nunasi 10 Tage vorher) und Makivik Corporation (Eigentuemer von First Air) in den Verhandlungen zum Zusammenschluss von First Air und Canadian North. und Am 1. November 2019, wurden Canadian North and First Air zusammengeführt. Nach dem Zusammenschluss ist Bradley Air Services mit Sitz in Kanata verblieben. Diese führt den Flugbetrieb unter dem Canadian North-Brand, aber mit der First-Air-Lackierung weiter.
Im Dezember 2022 gab Canadian North bekannt, ihr letztes Exemplar der heute seltenen Boeing 737-200 auszumustern. Diese wird durch Turboprop-Maschinen ersetzt, die ebenso für den Einsatz auf Schotterpisten geeignet sind. Der letzte Flug erfolgte dann am 7. Mai 2023 nach Edmonton. Die 43-jährige 737-200 mit dem Kennzeichen C-GDPA flog zum ersten Mal im April 1980 für die kanadische Erdölfirma Dome Petroleum, 1984 wurde sie an Pacific Western Airlines verkauft, die 1987 mit zwei weiteren Gesellschaften zur Canadian Airlines International fusionierte und schließlich von Air Canada aufgekauft wurde. 2001 gelang die C-GDPA zu Canadian North.

## Flugziele
Canadian North betreibt ihre Hauptbasis und ihr wichtigstes Drehkreuz in Yellowknife und hat zudem eine kleinere Basis in dem zirka 2500 Kilometer entfernten Iqaluit. Die Flugziele dienen hauptsächlich der Versorgung der Einwohner Nord- und Westkanadas, wobei neben der Personenbeförderung hauptsächlich Fracht geflogen wird. Hierzu dienen die zwei Boeing 737-200C, welche über eine Kabine verfügt, in der man die Passagierbestuhlung bei Bedarf schnell komplett oder zum Teil in eine Frachtkonfiguration umwandeln kann. Diese Flugzeuge C-GDPA und C-GOPW verfügen über den Unpaved Strip Kit (Schutzbleche an den Fahrwerken und ein Röhrensystem zur Wirbelauflösung vor den Triebwerken) und sind damit geeignet zur Landung auf Kiespisten. Ziele vom Drehkreuz Yellowknife sind zum Beispiel Calgary, Edmonton, Inuvik, Norman Wells, Hay River, Kugluktuk, Cambridge Bay, Gjoa Haven, Taloyoak, Kugaaruk, Rankin Inlet und Iqaluit sowie im Sommer auch Toronto. Von Iqaluit gibt es eine Verbindung zur Hauptstadt Ottawa und Flüge, ebenso wie in Yellowknife, zu weiteren Kleinflughäfen in der Region. Canadian North fliegt zudem einige Strecken, gerade bei kleineren Destinationen mit Zwischenstopp. Auch Internationale Flüge werden von Canadian North durchgeführt, jedoch ausschließlich im Charter zum Beispiel in die USA.
Um ihren Kunden bessere Anschlüsse zu bieten, betreibt die Canadian North Abkommen und Partnerschaften mit zahlreichen Airlines. Die wichtigsten Partnerschaften bestehen mit der Regionalfluggesellschaft Calm Air und dem kanadischen Flag-Carrier Air Canada. Zudem gibt es auch Kooperationen mit Aklak Air, Air Tindi und North-Wright Airways.

## Flotte

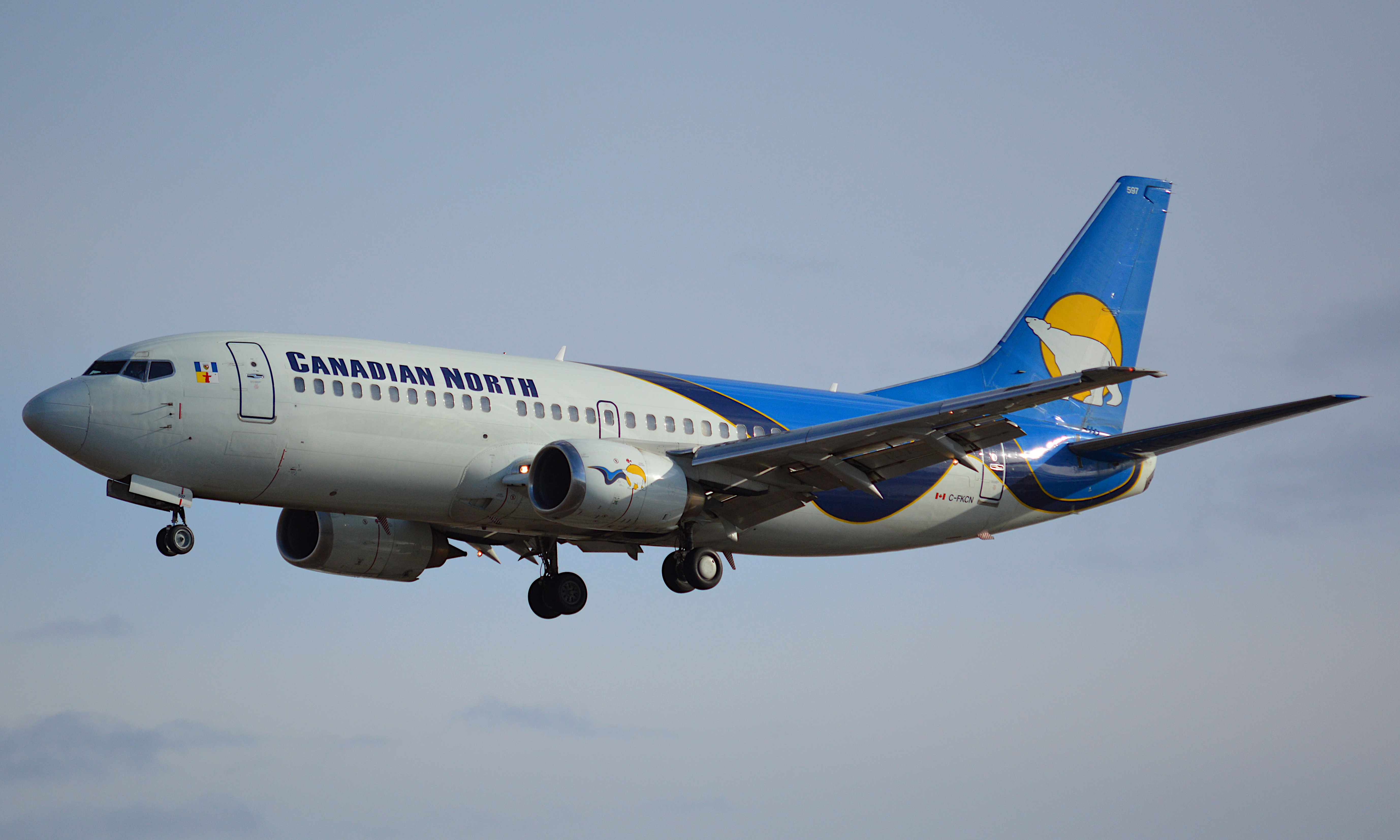
Eine Boeing 737-300 der Canadian North

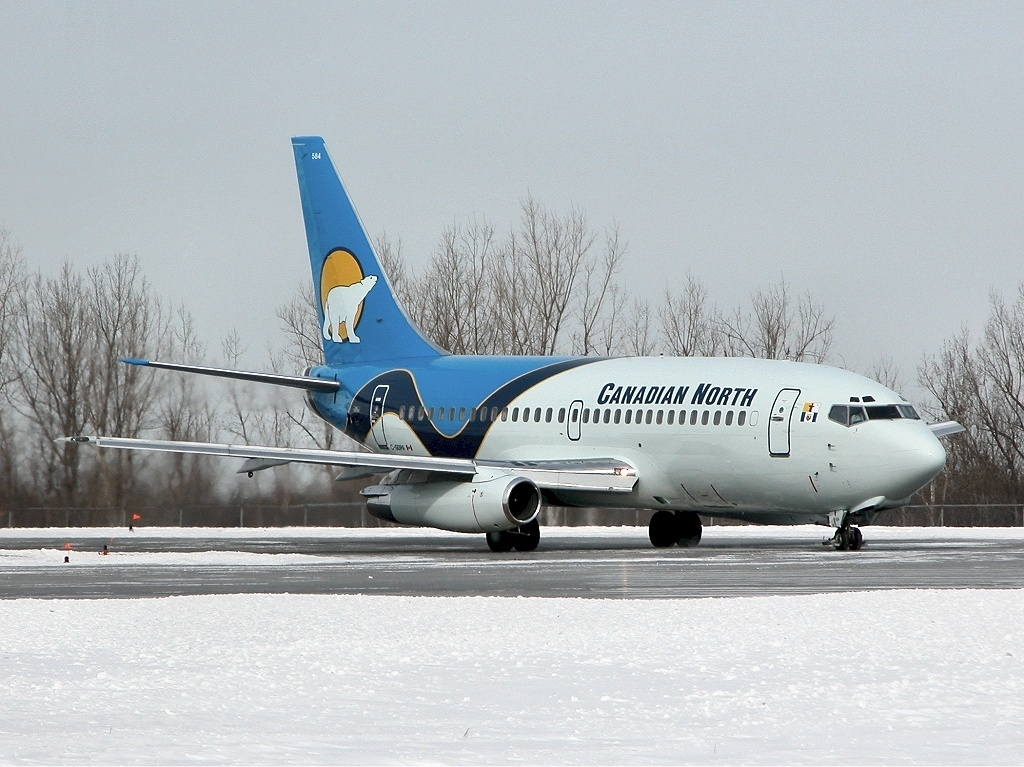
Boeing 737-200 der Canadian North

### Aktuelle Flotte
Mit Stand Februar 2024 besteht die Flotte der Canadian North aus 37 Flugzeugen mit einem Durchschnittsalter von 25,6 Jahren.
| Flugzeugtyp    | Anzahl | bestellt | Anmerkungen                             | Sitzplätze | Durchschnittsalter (Februar 2024) |
| -------------- | ------ | -------- | --------------------------------------- | ---------- | --------------------------------- |
| ATR 42         | 130    |          |                                         | 42         | 33,6 Jahre                        |
| ATR 72         | 20     |          |                                         | 42         | 25,6 Jahre                        |
| Boeing 737-300 | 50     |          | drei mit Winglets ausgestattet          | 136        | 25,9 Jahre                        |
| Boeing 737-400 | 10     |          |                                         | 156        | 32,0 Jahre                        |
| Boeing 737-700 | 80     |          | vier inaktiv; mit Winglets ausgestattet | 138 140    | 18,4 Jahre                        |
| Gesamt         | 29     | -        |                                         |            | 26,0 Jahre                        |

### Aktuelle Sonderbemalungen
| Bemalung                 | Flugzeugtyp    | Luftfahrzeugkennzeichen | Zeitraum           | Bild |
| ------------------------ | -------------- | ----------------------- | ------------------ | --- |
| Canadian Football League | Boeing 737-300 | C-GCNO                  | seit November 2014 | Bild gesucht Die Wikipedia wünscht sich an dieser Stelle ein Bild. Weitere Infos zum Motiv findest du vielleicht auf der Diskussionsseite . Falls du dabei helfen möchtest, erklärt die Anleitung , wie das geht. |
| Celebrity Cruises        | Boeing 737-300 | C-GPNL                  | seit November 2014 | Bild gesucht Die Wikipedia wünscht sich an dieser Stelle ein Bild. Weitere Infos zum Motiv findest du vielleicht auf der Diskussionsseite . Falls du dabei helfen möchtest, erklärt die Anleitung , wie das geht. |

### Ehemalige Flugzeugtypen
- British Aerospace Avro RJ85
- Boeing 737-200
- De Havilland Canada DHC-8-100
- De Havilland Canada DHC-8-300
- Fokker F28
- Fokker 100